# Bashkia e Fierit
Bashkia e Fierit är en kommun i Albanien.   Den ligger i prefekturen Qarku i Fierit, i den centrala delen av landet, 70 kilometer söder om huvudstaden Tirana.
Trakten runt Bashkia e Fierit består till största delen av jordbruksmark.  Runt Bashkia e Fierit är det ganska tätbefolkat, med 199 invånare per kvadratkilometer.